# Aldehydo-alkyno-aminová reakce
Aldehydo-alkyno-aminová reakce (též A3 párování) je vícesložková reakce aldehydu, alkynu a aminu za vzniku propargylaminu.
Při reakci dochází k přímé dehydratační kondenzaci, přičemž je potřeba kovový katalyzátor, zpravidla založený na rutheniu, mědi, zlatu nebo stříbru. Při použití chirálních katalyzátorů lze provést enantioselektivní syntézu chirálních aminů. Rozpouštědlem může být i voda.
Katalytický cyklus začíná aktivací alkynu kovem za vzniku acetylidu, současně amin s aldehydem vytvoří imin, jež následně reaguje s acetylidem (zde jde o nukleofilní adici). Tato reakce byla popsána třemi nezávislými skupinami v letech 2001-2002; podobná reakce je ale známa již od roku 1953.
Pokud amin obsahuje substituenty s alfa vodíky a je použit vhodný zinkový nebo měďnatý katalyzátor, tak může u produktu A3 párování proběhnout přenos hydridu a fragmentace, kdy se Crabbéovou reakcí tvoří allen.

## Dekarboxylační A3 reakce
Při dekarboxylačních A3 reakcích se místo aminů používají aminokyseliny. Imin se může izomerizovat a alkyn navázat na jiné volné místo v poloze alfa vůči dusíku.
Tato varianta bývá katalyzována mědí. Existuje také redoxní A3 párování, při kterém se ale používají stejné výchozí látky a vznikají produkty stejného druhu jako u základního A3 párování.